# 大葉走燈蘚
大葉走燈蘚（学名：Plagiomnium succulentum）为提燈蘚科走燈蘚屬下的一个种。

## 扩展阅读
- 維基物種上的相關：大葉走燈蘚